# Unió d'Estudiants de Bhutan

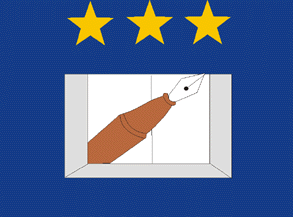
Bandera

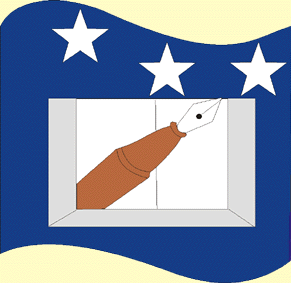
Emblema

La Unió d'Estudiants de Bhutan (Students Union of Bhutan, USB) és una organització política formada pels estudiants bhutanesos, fundada el 23 de març de 1988.
L'article 2 dels seus estatuts en determina la bandera: «la bandera serà rectangular amb una proporció de 1.35 a 1.00. El color base és el blau. Tres estels grocs es col·locaran en línia a la part superior i sota una ploma estilogràfica marró en un llibre obert, amb la ploma orientada cap a l'estel de la dreta. El fons blau simbolitza la grandesa i la humanitat; el llibre i la ploma representen la saviesa i el coneixement; el blanc és símbol de puresa i de pau; i el marró de pensament i expressió. Els tres estels són per la resplendor, la joventut i els drets dels estudiants, i el destí».